# Xifeng Wu
Xifeng Wu (chinês simplificado: 吴息凤, pinyin: Wú Xīfèng) é uma epidemiologista de câncer chinesa-estadunidense conhecida por seus estudos de coorte projetados para descobrir as causas do câncer. Ela é Reitora da Escola de Saúde Pública da Universidade de Chequião desde março de 2019. Anteriormente, ela atuou como Diretora do Centro de Saúde Pública e Genômica Translacional e da Cadeira Betty B. Marcus em Prevenção do Câncer no MD Anderson Cancer Center da Universidade do Texas até que ela foi forçada a renunciar em janeiro de 2019, como parte do esforço do governo Trump para conter a influência chinesa na pesquisa estadunidense, de acordo com a Bloomberg Businessweek.

## Início de vida e educação
Wu nasceu em uma família de praticantes de medicina chinesa em Jintan, Jiangsu, China. Ela obteve um MD no Shanghai Medical College em 1984 e um mestrado em saúde ocupacional na Zhejiang Medical University (agora Zhejiang University School of Medicine) em 1987. Posteriormente, ela se tornou pesquisadora na Zhejiang Academy of Medical Science.
Em 1989, ela recebeu uma bolsa de estudos de um professor francês que ela conheceu em uma conferência, e foi para a França para realizar uma pesquisa de pós-doutorado no Laboratório Nacional de Meio Ambiente Industrial e Análise de Risco. Em 1991, ela se mudou para Houston para se juntar ao marido e recebeu uma bolsa para estudar na Escola de Saúde Pública da Universidade de Texas.
Ela recebeu seu PhD em epidemiologia em 1994 do Centro de Ciências da Saúde da Universidade de Texas. Sua dissertação foi Genetic susceptibility, cigarette smoking, and wood dust exposure in lung cancer: Case control analyses, e seus orientadores foram Margaret Spitz e George Delclos.

## Carreira
Enquanto ainda era estudante de graduação, Wu ingressou no corpo docente do MD Anderson Cancer Center da Universidade do Texas. Em 2011, ela foi nomeada Presidente de Epidemiologia do MD Anderson. Posteriormente, ela foi nomeada diretora do Centro de Saúde Pública e Genômica Translacional e presidente da Betty B. Marcus em Prevenção do Câncer. Ela foi nomeada uma das 50 mulheres mais influentes de Houston em 2014.
Em janeiro de 2019, Wu renunciou a seus cargos no MD Anderson após uma investigação de três meses pelo FBI e pelo NIH sobre suas ligações com a China. De acordo com a Bloomberg Businessweek, sua saída foi parte do esforço do governo Trump para conter a influência da China na pesquisa estadunidense, e cientistas de etnia chinesa, incluindo cidadãos americanos como Wu, foram alvo de investigação. O MD Anderson foi o centro da repressão, com três outros importantes pesquisadores chineses-estadunidenses sendo expulsos, além de Wu. O MD Anderson havia anteriormente encorajado a colaboração internacional e criado relacionamentos de "irmã" com cinco centros de câncer chineses.
Em março de 2019, Wu foi nomeada reitora da Escola de Saúde Pública de sua alma mater, a Universidade de Chequião.

## Contribuições
Wu é conhecida por desenvolver estudos de coorte com o objetivo de descobrir as causas do câncer e possíveis medidas de prevenção. Ela e seus colegas conduziram estudos mostrando que quinze minutos de exercícios moderados por dia podem aumentar a expectativa de vida em uma média de três anos, que comer muita carne cozida pode contribuir para o câncer renal, que dietas com um alto nível de carboidratos podem contribuir para o câncer de pulmão em não fumantes, e que doenças crônicas, como hipertensão ou diabetes, também podem contribuir para o câncer.